# Plaça dels Gramàtics
La Plaça dels Gramàtics és el nom actual d'un espai urbà pertanyent al barri antic de la ciutat de Lleida que, conjuntament amb la plaça del Dipòsit i d'altres carrers dels voltants, ocupa la part de la ciutat que actualment és el Pla de l'Aigua, que s'havia anomenat des del segle xiv al XVIII Pla dels Gramàtics i, amb anterioritat, Pla del Mur com a referència als vestigis de muralla que ocupava, propers a la Porta de Boters, enderrocats a mitjan segle xix.

## Nom i història
El seu nom prové de les Escoles de Gramàtica, Lògica i Filosofia, originalment emprades com a saboneries, i més tard, al segle xv, ja pertanyents a l'Estudi General de Lleida, la universitat medieval de la ciutat, nascuda l'any 1300. Entre 1969 i 1973, el fotògraf lleidatà Enric Garsaball Espinet va ser assessorat per l'historiador local Josep Lladonosa per tal de recrear imatges a l'oli de la ciutat com devia haver estat l'any 1640. Una d'elles proposa el possible aspecte dels voltants del barri universitari a l'època.
Aquests terrenys universitaris van perdre el seu ús l'any 1707. L'Estudi General, com altres edificis de la ciutat, va ser abolit i les seves possessions immobles van passar a disposició militar l'any 1735, després de la Guerra de Successió Espanyola, havent patit nombrosos problemes anteriors com els setges de 1646, 1647 i 1707. De la Universitat se'n conserven dos capitells als Blocs El Pla, encastats a la paret de maó i que havien estat descoberts cap a 1920.

## Rehabilitació
L'estudi Bmés R29Arquitectes va presentar un projecte l'any 2009 per la remodelació de la plaça, remodelant les façanes dels edificis d'obra social i reorganitzant els seus espais interiors. Actualment s'hi pot veure un gran mural de 140 metres quadrats de l'artista Veronica Werckmeister i que ocupa una façana sencera.